# Hernán Cortés
Hernán Cortés de Monroy y Pizarro, Marqués del Valle de Oaxaca (1485 – 1547. december 2.) spanyol konkvisztádor, aki megdöntötte az Azték Birodalmat, létrehozta a mai Mexikó elődjének számító Új-Spanyolország gyarmatot és annak első kormányzója volt. Nevét Hernando vagy Fernando formában is használta.

## Gyermekkora
Cortés 1485-ben született a kasztíliai Medellínben (a mai Extremadura tájegység Spanyolországban). Apja Martín Cortés de Monroy gyalogoskapitány volt, aki 1449-ben született Rodrigo vagy Ruy Fernández de Monroy és María Cortés gyermekeként és előkelő származása ellenére anyagi lehetőségei meglehetősen szűkösek voltak. Hernán anyja Catalina Pizarro Altamirano volt.
Cortés anyja révén rokona volt az Inka Birodalmat meghódító Francisco Pizarrónak (volt egy másik Francisco Pizarro is, aki Cortés társa volt az aztékok elleni küzdelmeiben). Anyai nagyszülei Diego Altamirano és Leonor Sánchez Pizarro Altamirano voltak, nagyanyja pedig első unokatestvére volt Pizarro apjának. Apai vonalon távoli rokona volt Hispaniola harmadik kormányzójának, Nicolás de Ovandónak.
Életrajzírója, barátja és káplánja, Francisco López de Gómara sápadt beteges gyereknek írta le Cortést. Mikor 14 éves lett, Salamancába küldték nagynénje férjéhez, hogy latinul tanuljon. Két év alatt Hernánnak elege lett a tanulásból és hazatért, szülei elégedetlenségére, akik jól kereső jogászt szerettek volna faragni belőle. Salamancai tanulmányai, valamint azok az évek amit jegyzőként töltött Sevillában és Hispaniolán, megadták neki a kasztíliai jogrendszernek azt az ismeretét, hogy később törvényileg is indokolni tudta Mexikó meghódítását.
Ifjúként, Gómara leírása szerint nyugtalan, fennhéjázó és rosszindulatú volt, ami feltehetően jól illik egy csalódott, vidéki kisvárosba szüleihez visszakényszerült 16 éves kamaszfiúra. Ekkoriban már egész Spanyolországban elterjedtek a Kolumbusz által felfedezett Újvilág gazdagságának hírei.

## Amerikai pályafutásának kezdetei
Mikor távoli rokonát, Nicolás de Ovandót kinevezték Hispaniola kormányzójává, Cortés eldöntötte, hogy elkíséri az Újvilágba, de sérülése miatt (amit egy férjes asszony ágyából való sietős távozása közben szerzett) útitervei kútba estek. Ehelyett a következő évet azzal töltötte, hogy a déli kikötőkben – Cádizban, Palosban, Sanlucarban és Sevillában – csavargott és az utazók meséit hallgatta az Indiákról, aranyról és távoli idegen földekről[forrás?]. Végül 1504-ben hagyta el Kasztíliát és hajózott el Hispaniolára.
A Cortést szállító hajó kapitánya Alonso Quintero volt, aki megpróbált parancsnokait kijátszva, saját haszna érdekében előbb érkezni meg az Újvilágba, mint ők. Lehetséges, hogy Quintero lázadást súroló magatartása később példaként szolgált Cortés számára is.
Miután megérkeztek Hispaniola fővárosába, Santo Domingóba, a 18 éves Cortés regisztráltatta magát, ezzel letelepedését és megélhetését biztosító építési és mezőgazdasági telket kapott. Ovando kormányzó indián munkásokat adott neki és rábízta Azua de Compostela városka jegyzői tisztét. A következő évek társadalmi helyzetének megalapozásával teltek; 1506-ban részt vett a Hispaniola és Kuba meghódítását végző expedíciókban, amiért a parancsnoktól nagy földbirtokot és indián rabszolgákat kapott.

### Kuba (1511–1518)
1511-ben Cortés csatlakozott Diego Velázquez de Cuéllarhoz, a kormányzó szárnysegédjéhez, aki azt a feladatot kapta, hogy hódítsa meg Kubát. A 26 éves Cortés feladata az volt, hogy biztosítsa a kincstár egyötödös (quinto) részesedését a zsákmányból. Kuba kormányzója Velázquez lett, aki annyira megkedvelte Cortést, hogy megtette titkárának. Kétszer is kinevezték Santiago de Cuba városi tanácsába alcaldének. Cortés jelentős vagyont gyűjtött, nagy birtokai, marhacsordái és bányái voltak. Erősödő helyzetét politikai célra is használta, 1514-ben ő volt vezetője annak a csoportnak, amely több indián rabszolga kiutalását követelte a spanyol gyarmatosoknak.
Idővel Cortés és Velázquez viszonya egyre feszültebbé vált. Ennek egyik oka az volt, hogy udvarolt a kormányzó sógornőjének, Catalina Xuáreznek, de nem volt hajlandó feleségül venni. Velázquez letartóztatta, de Cortés megszökött, majd miután újból elfogták, belement a házasságba.
Mikor híre jött, hogy Juan de Grijalva a kontinensen útja során ezüst- és aranybányákat talált, a gyarmati hatóságok segítséget küldtek neki; ennek vezetőjévé 1518 októberében Cortést nevezték ki. Olyan tanácsot is kapott, hogy siessen, mielőtt Velázquez meggondolja magát. Cortés tapasztalt szervező volt, sok kudarcba fulladt expedícióból vont le tanulságokat és meggyőző szónok is tudott lenni, így egy hónap alatt hat hajót és 300 embert gyűjtött össze.

## Mexikó meghódítása (1518–1520)

Cortés csapatának útja a tengerparttól Tenochtitlanig

Velázquez, aki az expedíció költségeinek felét állta, valóban megpróbálta leváltani Cortést az utolsó pillanatban, de hírnökét leszúrták, Cortés pedig semmibe véve a parancsát, gyakorlatilag fellázadt; elkobozta a santiagói mészárszék összes hústartalékát és lefoglalt egy utánpótlást szállító vitorlást. Végül 11 hajóval, 530 spanyol katonával, 16 lóval és 14 ágyúval indult útnak. Katonái közül 30 számszeríjjal, 12 muskétával volt felszerelve. Fémpáncélja csak a lovagoknak volt, többségük a kubai indián nők által varrt, gyapottal párnázott vértet viselt.
Miután Cozumelnél kikötött a Yucatán-félszigeten, utasította a korábbi expedíció tagjait, hogy adják vissza a helybeli majáknak, amit elraboltak tőlük. A maják barátságosak voltak és átadtak neki két spanyol foglyot: egyikük Geronimo de Aguilar ferences pap volt, aki a fogságban megtanulta a chontal nyelvet és tolmácsolni tudott az európaiak és az őslakosok között. 1519 márciusában Cortés a spanyol korona nevében birtokba vette a földet, majd a Tabasco-folyóhoz indult. Az itteni maják ellenségesek voltak, nem akarták megengedni a spanyoloknak, hogy kiszálljanak csónakjaikból, de ők erőszakkal kiszorították a faluból a helybelieket. Néhány nappal később sok ezernyi indián gyűlt össze, hogy elűzzék a betolakodókat. Cortés a centlai csatában legyőzte őket, legalább 220-at megöltek az őslakosokból, akik között nagy rémületet keltett a puskák és ágyúk dörgése és a páncélos lovasok megjelenése. A maják megadták magukat, ajándékokat hoztak a spanyoloknak, többek között húsz fiatal lányt, akiket azok megkereszteltek. Egyikük, La Malinche (vagy Malitzin) a Marina nevet kapta és Cortés ágyasa lett; azonkívül – Aguilaron keresztül – tolmácsa is, mivel beszélte a chontal, a maja és a nahuatl nyelvet is. A spanyolok ezután felvették a békés kapcsolatot a totonac indiánokkal és húsvét vasárnapján találkoztak az Azték Birodalom tartományi kormányzójával, Tendile-lel, aki hírt adott róluk az uralkodónak, II. Moctezumának.

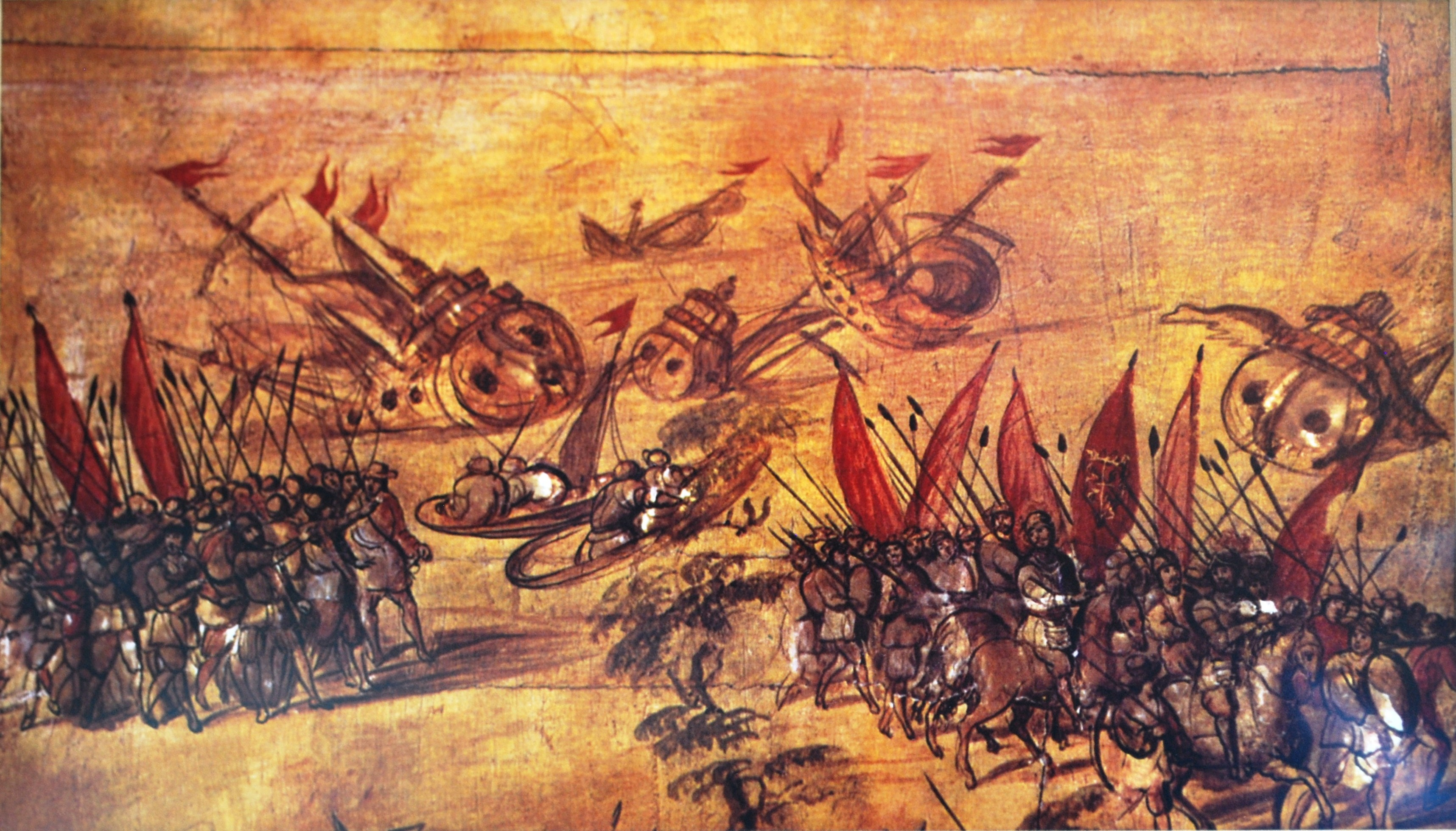
Cortés elsüllyeszti a hajóit Veracruznál

1519 júliusában Cortés megalapította Veracruzt. Felderítő expedícióra küldte Velázquez embereit, és amíg távol voltak, magát nyilvánította az új gyarmat vezetőjének, aki nem a kubai kormányzónak, hanem csak magának V. Károly császárnak tartozik felelősséggel. Egyik hajóját visszaküldte Európába; ezután kiderült hogy a kubai kormányzó hívei összeesküvést szőttek követe elfogására. Cortés két embert felakasztatott, majd tizenkét hajójából kilencet partra futtatott, hogy emberei ne is gondolhassanak a visszavonulásra. A hajók anyagából épületeket emeltek.

### ÚtTenochtitlanba
Cortés többször is kérte az azték kormányzót, hogy találkozhasson Moctezumával, de kéréseit elutasították. Meggyőzte az aztékok által alávetett totonacokat, hogy spanyol segítséggel lázadjanak fel, majd 1519 augusztusában, mintegy száz embert Veracruz védelmére hagyva, elindult az azték főváros, Tenochtitlan felé. Miután a totonacok arról tájékoztatták, hogy Tlaxcala népe szívesen fellázadna Moctezuma ellen, először oda vonult. A tlaxcalaiak ellenségesen fogadták őket, szeptember 2. és 5. között három csatát is vívtak velük. Cortés később úgy nyilatkozott, hogy 149 ezer indiánt győztek le és közben hatvan embere megsebesült. A foglyokat visszaküldte azzal, hogy ő Moctezuma ellensége és békét akar Tlaxcalával. Az indiánok főnöke végül úgy döntött, hogy akkor járnak jobban, ha békét kötnek a betolakodókkal, és beengedte őket fővárosukba. Eközben Moctezuma követséget küldött hozzá ajándékokkal és megígérte, hogy a spanyol király vazallusa lesz, ha visszafordul.
1519 októberében a spanyolok és mintegy ezer tlaxcalai harcos (akik a totonacok helyét vették át) Mexikó második legnagyobb városába, Cholulába értek, ahol a világ legnagyobb piramisa épült Quetzalcoatl tiszteletére. A lakosok beengedték őket, de mikor a főtéren összegyűlt kb ezerfőnyi nemességhez értek, Cortés parancsot adott legyilkolásukra, majd felgyújtották a várost. A későbbi vizsgálat során Cortés azt állította, hogy azért ölette meg őket, mert csapdát akartak állítani neki. Az aztékok közül sokan azt hitték, hogy Cortés a visszatérő Quetzalcoatl, ez az incidens azonban meggyőzhette őket az ellenkezőjéről.

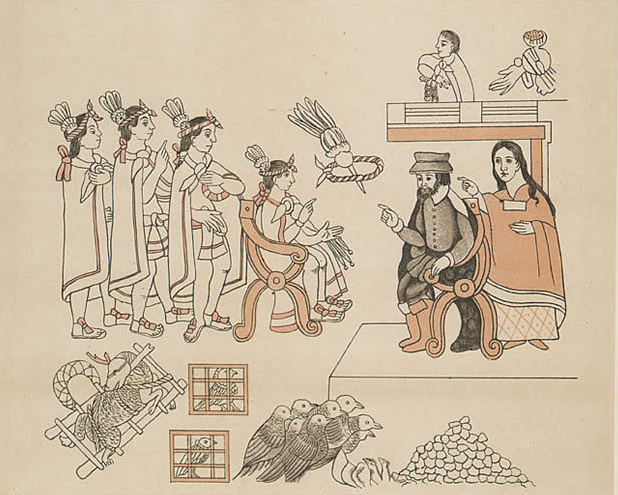
Cortés és La Malinche találkozik Moctezumával Tenochtitlanban

A spanyolok és indián szövetségeseik 1519. november 8-án érkeztek meg Tenochtitlanba, ahol Moctezuma békével fogadta őket. A nagy töltésen át bevezették őket a Texcoco-tó szigetén fekvő fővárosba, ahol az uralkodó apja palotájában szállásolta el őket, gazdag ajándékokat adott nekik és kinyilvánította, hogy aláveti magát a császáruknak. Cortés és társai ezután hónapokig a hatalmas, a legnagyobb európai városokkal vetekedő lélekszámú városban maradtak az uralkodó vendégeként, aki eközben folytatta birodalma igazgatását, még egy hódító háborút is indított egyik szomszédja ellen. Idővel - a pontos időpont nem ismert - a spanyolok saját palotájában foglyul ejtették Moctezumát, hogy őt irányítva maguk kormányozzák az Azték Birodalmat.
Eközben Velázquez újabb 1100 fős expedíciót küldött Pánfilo de Narváez vezetésével, hogy fékezze meg a függetlenedő Cortést. Narváez 1520 áprilisában kötött ki a mexikói parton. Cortés 200 embert Tenochtitlánban hagyott, a többi emberével pedig az érkezők fogadására indult. Küldöttei az aztékoktól szerzett arannyal titokban rávették Narváez embereit, hogy csatlakozzanak Cortéshez. Egy éjszaka megtámadták az alvó Narváezt, aki fél szemét elvesztette, és a csatában tizenheten elestek. Narváezt vasra verték, a többi foglyot pedig feleskették Cortésra. Eközben Tenochtitlánban a spanyolok rátámadtak egy emberáldozattal járó vallásos ünnep résztvevőire, mészárlást rendeztek közöttük, mire a fővárosban lázadás tört ki ellenük. A fogságban tartott Moctezuma sem tudta lecsillapítani alattvalóit, és a spanyolok beszorultak a szállásukra.
Cortés sietősen visszatért Tenochtitlánba, június 24-re ért oda, de a helyzet ekkor már kezelhetetlen volt. Hiába kényszerítették Moctezumát, hogy nyugtassa meg alattvalóit, a lázadók ekkor már új vezetőt választottak. Július 1-én Moctezuma meghalt, a spanyol jelentés szerint saját alattvalói dobálták meg kővel, attól sebesült meg súlyosan, de lehetséges hogy Cortés ölette meg, mivel már nem volt hasznára. Ezen az éjszakán (július 1. hajnalán) a spanyolok megpróbáltak kiosonni a városból a sötétség leple alatt, de felfedezték őket és menekülniük kellett. A lovakra rakott arany és az ágyúk odavesztek, és sokan a tó vizébe fulladtak, mikor kincsekkel terhelten megpróbáltak kiúszni a partra. Az üldöző aztékok Otumbánál rájuk támadtak, de visszaverték őket. Mire visszavergődtek Tlaxcalába, összesen 870 embert és 60 lovat veszítettek.

### A birodalom bukása
Cortés saját embereit a becsületükre hivatkozva, a tlaxcalaiakat pedig újabb ígéretekkel rávette a háború folytatására. Feltehetően Narváez emberei behurcolták a Yucatán-félsziget majái közé a fekete himlőt, amely gyorsan átterjedt az aztékokra, és a járvány hatalmas pusztítást végzett. Moctezuma utóda, Cuitláhuac is meghalt a betegségben. A spanyolok erősítést kaptak Kubából és Hispaniolából, és sorra foglalták el a kisebb városokat, saját szövetségesükké tették az addig azték uralom alatt élő törzseket és elvágták Tenochtitlan élelmiszerszállítási útvonalait. 1521 januárjában kiderült, hogy egyik embere, Antonio de Villafaña összeesküvést sző Cortés leváltására. Villafañát felakasztották. Tenochtitlan ostroma 1521 júniusában kezdődött, mintegy 950 spanyol és sok ezer indián harcossal. A Texcocói-tó partján hajókat építettek, és azok biztosították a töltéseken előrenyomuló katonákat. Az aztékok kétségbeesetten védték a fővárost, amely végül augusztus 13-án esett el. Az uralkodó, Cuauhtémoc is fogságba esett. A spanyolok becslése szerint a betegségben és az ostrom következtében százezren haltak meg Tenochtitlanban, melyet Cortés Ciudad de Méxicónak, Mexikóvárosnak nevezett át.

## Új-Spanyolország kormányzója

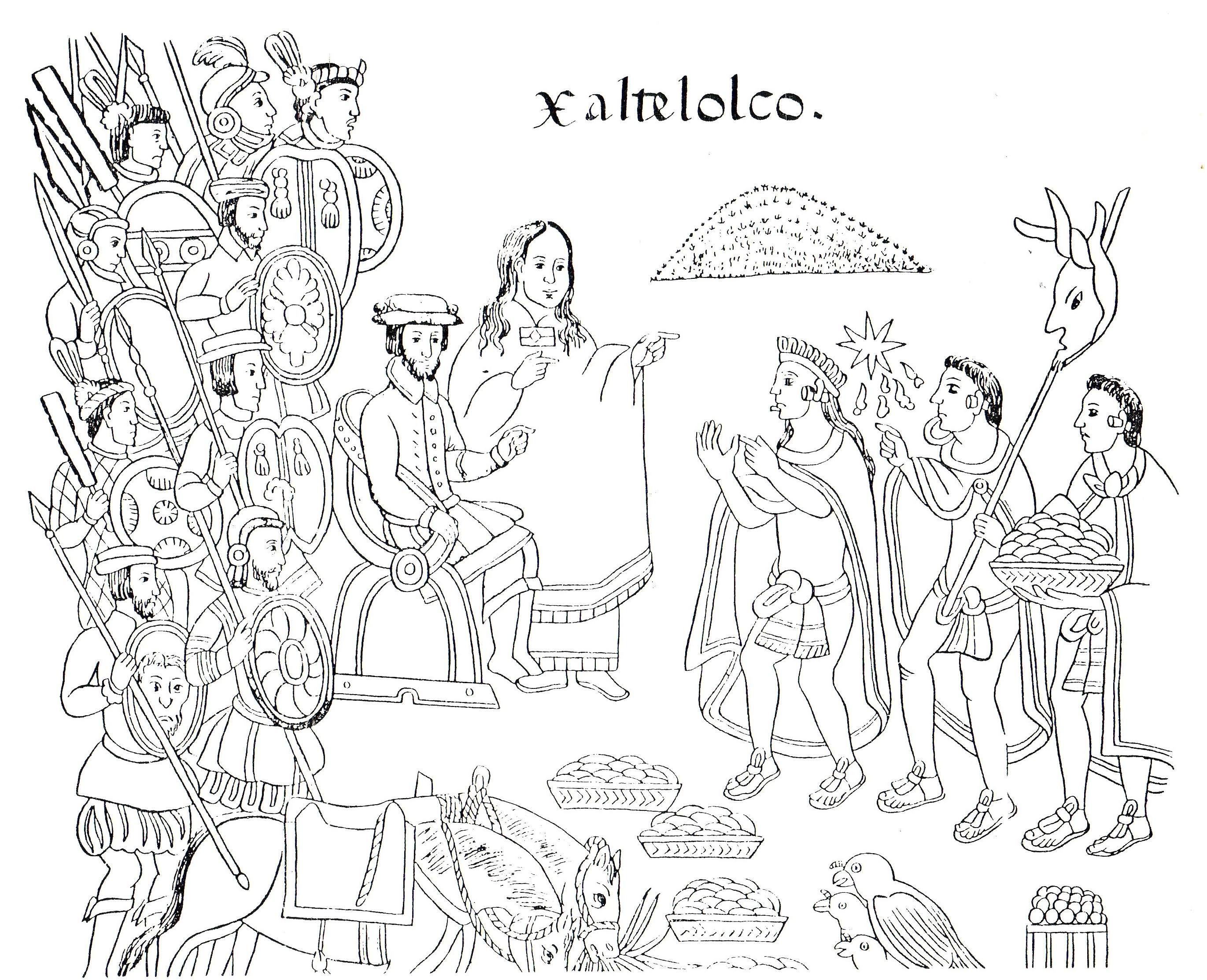
La Malinche és Hernán Cortés (Lienzo Tlaxcala, 1585).

V. Károly császár Cortést kinevezte az Új-Spanyolországnak elnevezett meghódított területek kormányzójává, katonai parancsnokává és főbírájává. Ezzel együtt azonban négy, a császár által kinevezett segítőt is kapott, akik szoros megfigyelés alatt tartották. Cortés leromboltatta a főváros összes pogány templomát és egyéb épületeinek nagy részét és megkezdte az újjáépítést. Mexikóváros hamarosan az Újvilág legfontosabb európai városává vált. A meghódított területeken új városokat alapítottak és bevezették encomienda rendszerét, amely az indiánok kényszermunkájával járt. A legnagyobb birtokokat és a legtöbb szolgát Cortés magának és harcostársainak tartotta fenn, jogos jutalomként az ország meghódításáért. A később érkezők emiatt sokat panaszkodtak, és a kormányzónak egyre több lett az ellensége.
1522-ben Cortés felesége, Catalina rokonaival együtt férjéhez utazott Mexikóvárosba. Évek óta nem látták egymást, és Catalina annak a Velázqueznek volt a rokona, aki immár Cortés legfőbb ellenségének számított. Házasságuk gyermektelen maradt, miközben Cortésnek több gyereke is született indián nőktől. Catalina 1522 novemberében rejtélyes körülmények között meghalt, ami miatt vizsgálat indult Cortés ellen, de nem sikerült rábizonyítani, hogy megmérgezte volna a feleségét.
1523-ban Cortést megkerülve a korona utasította Jamaica (akkori nevén Santiago) kormányzóját, Francisco de Garayt, hogy indítson expedíciót az észak-mexikói Pánucóba. Az akció mögött feltehetően Cortés ellensége, Fonseca püspök állt. A konkvisztádor panaszlevelére a császár végül leállította az expedíciót, bár ehhez az is hozzájárult, hogy Garay megbetegedett és meghalt.

## Leváltása

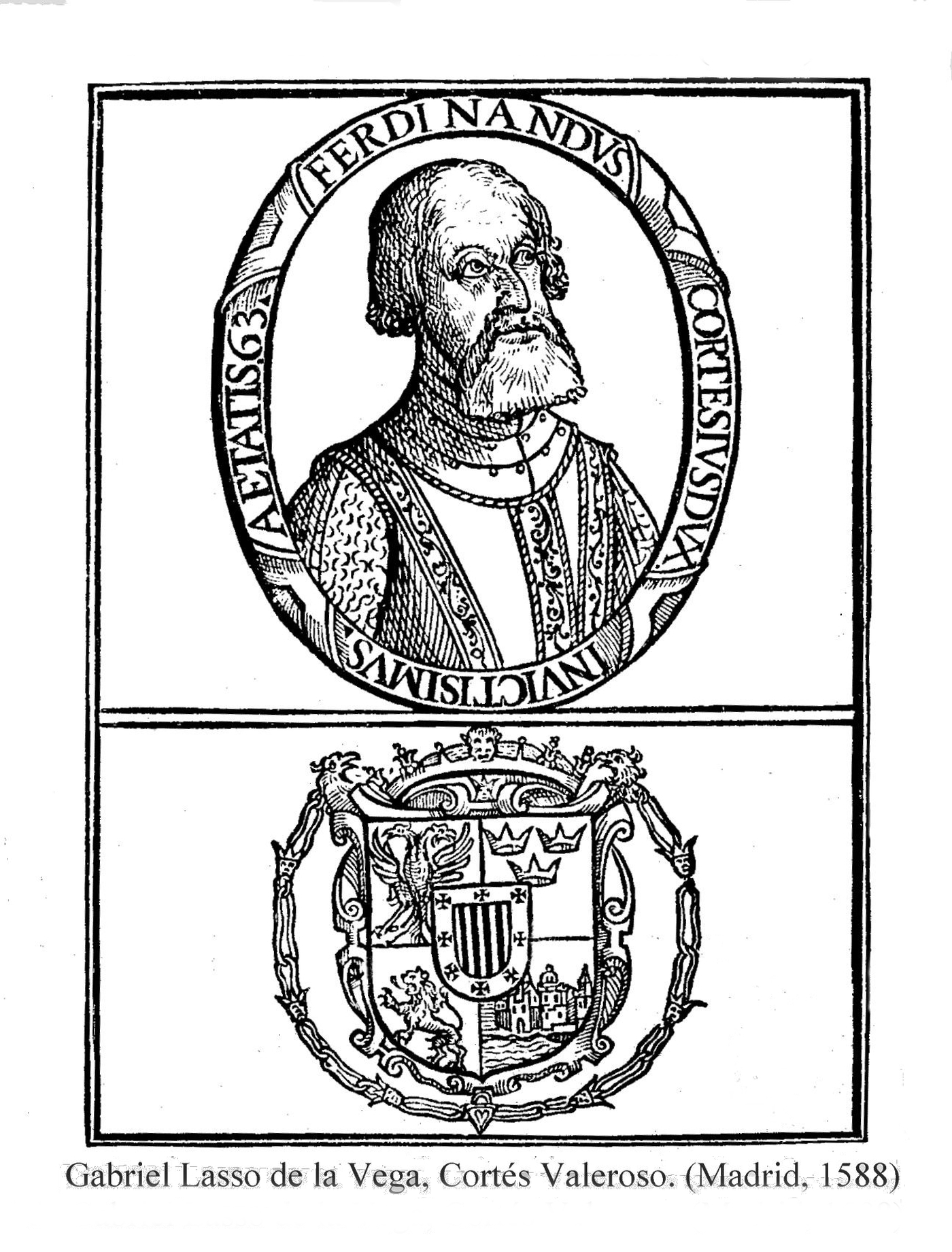
Cortés V. Károly császártól kapott nemesi címere

1523-ban Cortés elküldte Cristóbal de Olidot, hogy hódítsa meg a Yucatán-félsziget majáit. Ő azonban a kubai Velázquez tanácsára függetlenítette magát a mexikói kormányzótól és a meghódított területet sajátjának nyilvánította. Cortés emiatt 1524-ben büntetőexpedíciót indított ellene, melyet ő maga vezetett. Hogy távollétében ne okozzon bajt, a volt azték uralkodót is magával vitte. Az úton azzal vádolta Cuauhtémocot, hogy összeesküvést sző a meggyilkolására és két másik azték nemessel együtt felakasztatta. Az Olid árulásán feldühödött kormányzó elfogatóparancsot adott ki Velázquez ellen, akit felbujtónak tartott, ám emiatt csak romlott a helyzete az udvarnál, ahol egyébként is kezdték túl nagynak látni a hatalmát.
Velázquez és Fonseca végül rábeszélte a amerikai ügyeket intéző Adrian püspököt, hogy váltsa le a kormányzót. Nem sokkal azután hogy Cortés 1526 júliusában visszatért Hondurasból, a királyi paranccsal érkező, idős Luis Ponce de León felfüggesztette posztjából. A küldött néhány nappal később lázbetegségben meghalt, akárcsak utódja, Marcos de Aguilar is. Cortést azzal vádolták, hogy megmérgezte a király hivatalnokait, ezért a későbbiekben inkább nem vett részt a gyarmat kormányzásában. Hamarosan összekülönbözött az új kormányzóval, Alonso de Estradával, aki száműzte őt a gyarmatról.
1528-ban Spanyolországba hajózott, hogy kihallgatást kérjen a császártól. V. Károly személyesen fogadta Cortést, aki megcáfolta ellenségei vádjait és bebizonyította, hogy a híresztelésekkel ellentétben nemhogy ellopta volna a koronának járó ötödrészt, hanem többet fizetett be a kincstárba. A császár kitüntette a Santiago-renddel, kinevezte az Oaxaca-völgy márkijává és engedélyezte számára a Don cím használatát. Cortés spanyolországi tartózkodása alatt újra megházasodott, az előkelő származású Doña Juana Zúñigát vette feleségül. Bár a császár látványos jutalmakban részesítette, nem kapta meg újból a kormányzói posztot és soha többé nem játszott fontos szerepet Új-Spanyolország adminisztrációjában, ám a Cortés-birtok, melyhez 23 ezer indián szolga tartozott, egyike volt a leggazdagabbaknak Mexikóban; ezeket egészen 1811-ig leszármazottai örökölték.

## Visszatérés Mexikóba

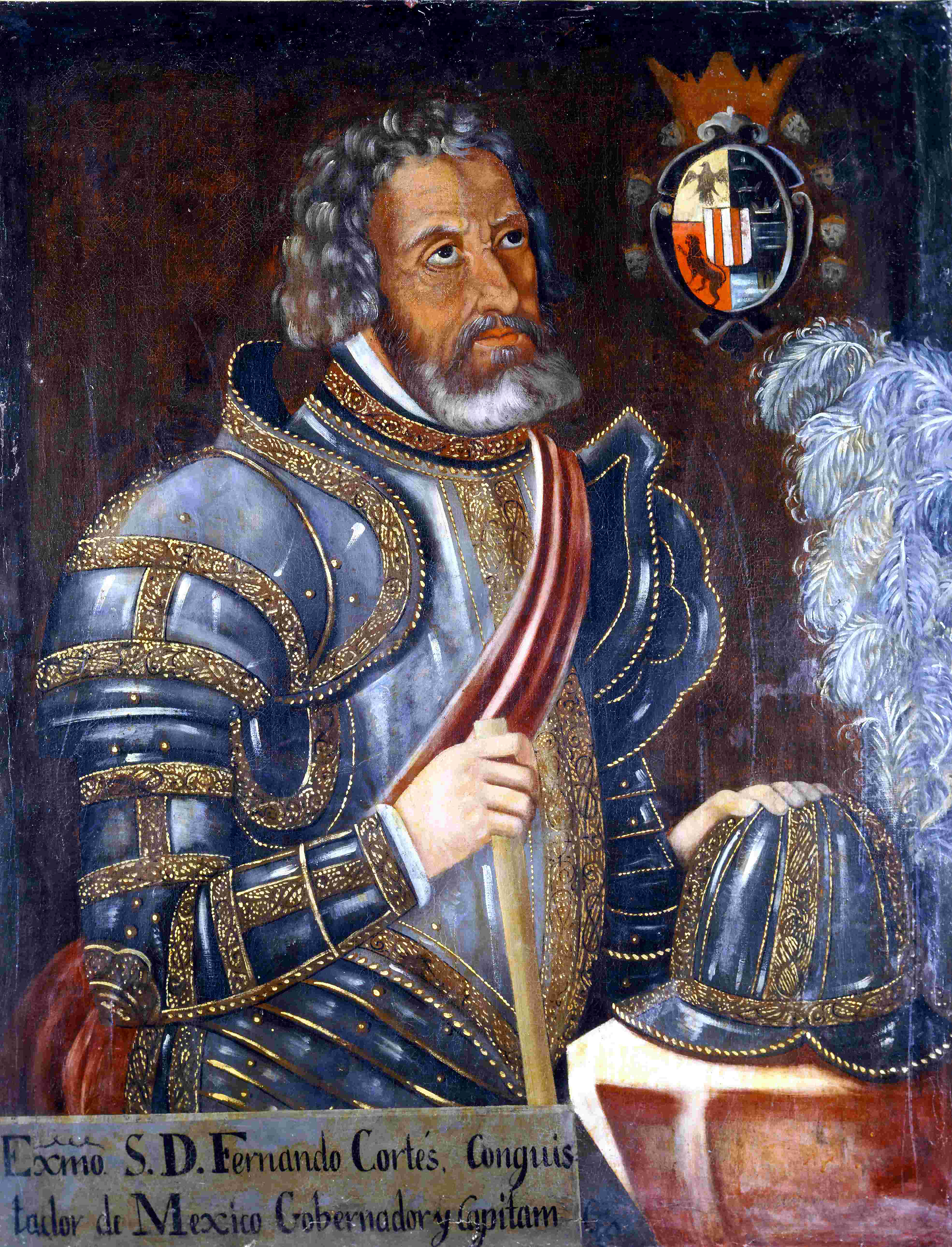
Hernán Cortés időskori ábrázolása, 17. sz.

1530-ban visszatért Mexikóba. A kormányzat attól tartott, hogy fellázad, ezért titkos vizsgálatot rendeltek el korábbi feltételezett bűnei, köztük első felesége meggyilkolása ügyében. A vizsgálatról nem tettek nyilvánossá semmilyen konklúziót, és Cortés leköltözött Mexikóvárostól kb. 50 km-re fekvő vidéki birtokára, Cuernavacába. Itteni palotája építésével és a csendes-óceáni partvidék felderítésével foglalta el magát. Ő pénzelte Francisco de Ulloa expedícióját, amely felfedezte a Kaliforniai-öblöt (amelyet sokáig Cortez-tengernek hívtak). Eközben szintén sok ellenséget szerzett, összeveszett Nuño de Guzmánnal, Pánuco kormányzójával és az 1535-ben kinevezett alkirállyal, Antonio de Mendozával is.
1541-ben újból Spanyolországba utazott, hogy a császárnál keressen jogorvoslatot hitelezői és a hatalmaskodásai miatt pereskedőkkel szemben. Most azonban nem tudott kihallgatást kapni az uralkodónál, és végül egy alkalommal áttört a Károly hintóját körülvevő tömegen és fellépett a lépcsőjére. A császár elhűlten kérdezte, hogy ki ő, mire Cortés úgy válaszolt, hogy "az az ember, aki több tartományt adott felségednek, mint ahány várost ősei ráhagytak".
Károly engedélyezte számára, hogy elkísérje az Algír elleni hadjáratára, ahonnan Hajreddin Barbarossa fosztogatta az európai partokat. A balul sikerült akció során Cortés majdnem megfulladt, amikor egy vihar csapott le a Barbarossát üldöző flottára.

## Halála

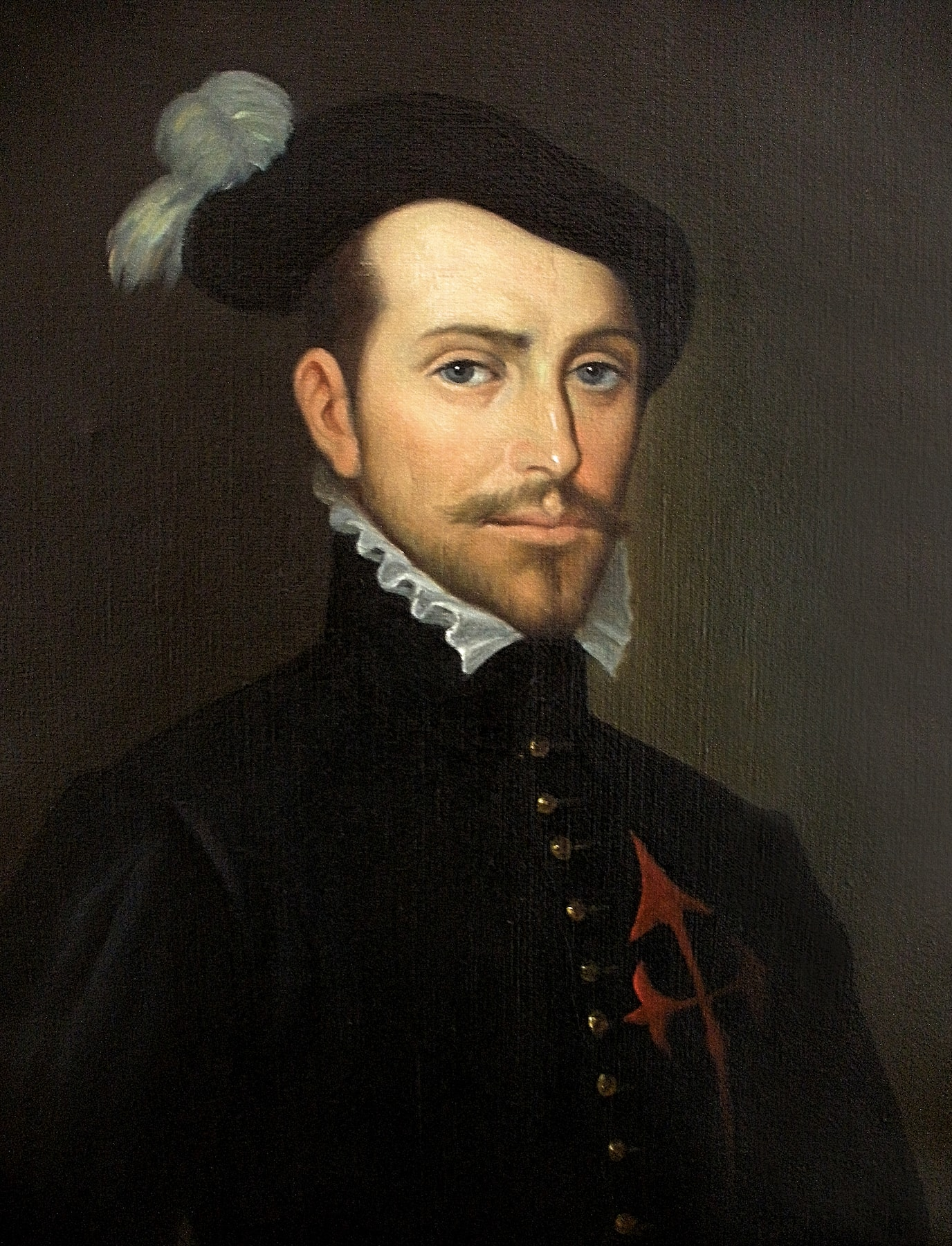
Hernán Cortés

Cortés vagyona nagy részét expedíciókra költötte és súlyosan eladósodott. Az udvartól kérte adósságai kiegyenlítését, de a kincstár egyik hivataltól a másikig küldözgette három éven keresztül. Végül megundorodott a hivataloktól és 1547-ben visszaindult Mexikóba. Sevillában vérhasban megbetegedett és december 2-án Castilleja de la Cuestában mellhártyagyulladásban, 62 évesen meghalt.
Akárcsak Kolumbusz Kristóf, ő is vagyonos, de megkeseredett emberként halt meg. Halála előtt az egyházzal legitimizáltatta házasságon kívül, ágyasaitól született három gyermekét. Úgy végrendelkezett, hogy Mexikóban temessék el a birtokán épített kolostorban, amely azonban soha nem készült el.
Testét számos alkalommal költöztették. 1547. december 4-én a sevillai San Isidoro del Campo templomban, Medina hercegének mauzóleumában temették el. Három évvel később a helyre szüksége volt a hercegnek, ezért átvitték a templom Santa Catarina-oltárához. 1566-ban maradványait átszállították Mexikóba, a San Francisco de Texcoco-templomba, ahol anyja és egyik nővére is nyugodott. 1629-ben meghalt utolsó fiúörököse is, és az alkirály parancsára Cortést és minden leszármazottját átszállították a mexikóvárosi ferences templomba. Az ügy kilenc évig húzódott, addig maradványai az alkirályi palota nagytermében álltak. 1716-ban a ferences templomon belül költöztették át, 1794-ben pedig átvitték az általa alapított Hospital de Jesús Nazarenó-ba, ahol felállították mauzóleumát. 1823-ban, Mexikó függetlenné válása után félő volt, hogy testét megszentségtelenítik, ezért szobrát és címerét a szicíliai Palermóba küldték; csontjait azonban helyben elrejtették, majd 1836-ban az épületen belül újabb helyre dugták el. Csak 1946-ban fedezték fel őket újra, és a hitelesítés után az épületben visszahelyezték eredeti helyükre.

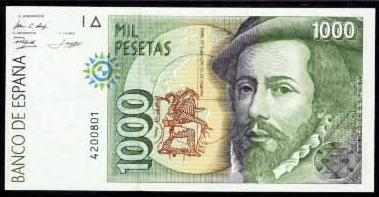
Hernán Cortés az euró bevezetése előtti utolsó spanyol 1000 pesetás bankjegyen.

Hernán Cortés értékelése a mai Mexikóban ellentmondásos. Az ország spanyol és európai kapcsolatait ápolók büszkék rá, míg az amerikai gyökereket fontosnak tartó nacionalisták azzal fenyegetőznek, hogy elégetik a holttestét, és miattuk át kellett szállítani a konkvisztádor mellszobrát a Hospital de Jesús Nazareno előtti térről a templomon belülre. Csak néhány emlékműve van az országban, többnyire eldugott helyen. Az Iztaccíhuatl és Popocatépetl vulkánok közötti hágót, ahol Cortés csapata elvonult Tenochtitlan felé, Paso de Cortésnak nevezik.

## Családja
Cortés kétszer házasodott, először Kubában Catalina Xuárez Marcaidát vette el, de házassága gyermektelen maradt. Másodszor 1529-ben vette feleségül doña Juana Ramírez de Arellano de Zúñigát, Aguilar grófjának lányát. Gyermekeik:
- Luis Cortés y Ramírez de Arellano; 1530-ban született Texcocóban, nem sokkal később meghalt
- Catalina Cortés de Zúñiga; 1531-ben született Cuernavacában és hamarosan meghalt
- Martín Cortés y Ramírez de Arellano; 1532-ben született Cuernavacában, ő örökölte apjától az Oaxaca-völgy márkija címet
- María Cortés de Zúñiga; 1533-1536 között született Cuernavacában, Luis de Quiñones y Pimentel lunai grófhoz ment feleségül
- Catalina Cortés de Zúñiga; 1533-1536 között született Cuernavacában, apja temetése után halt meg Sevillában
- Juana Cortés de Zúñiga; 1533-1536 között született Cuernavacában, férjhez ment Fernando Enríquez de Ribera y Portocarrero herceghez

Szeretőitől és ágyasaitól született gyermekei:
- Catalina Pizarro; 1514/1515-ben született Santiago de Cubában a kubai Leonor Pizarrotól. Juan de Salcedo konkvisztádorhoz ment feleségül[25]
- Martín Cortés; 1522-ben született Coyoacánban, doña Marina (La Malinche) fia, egyike az első meszticeknek, „El Mestizo” néven is ismert.
- Luis Cortés; 1525-ben született, a trujillói doña Antonia (vagy Elvira) Hermosillo fia[26]
- Leonor Cortés Moctezuma; 1527/1528-ban született Mexikóvárosban, Tecuichpotzin (keresztény nevén Isabel) azték hercegnő lánya[27]
- María Cortés de Moctezuma; ismeretlen azték hercegnő lánya, valószínűleg valamilyen rendellenességgel jött világra

## Magyarul olvashat művei
- Hernando Cortés levelei V. Károly császárhoz; ford., bev. Passuth László; Officina, Budapest, 1944 (Officina könyvtár)

## Szépirodalmi feldolgozások
- Amerika fölfedezése. Mulatságos olvasó könyv gyermekek és ifjak számára, 1-3. / Kolumbus / Kortez / Pizarro; Heinrich Joachim Campe után Peregriny Elek; Schmid Ny., Pozsony, 1836-1837
- Markó Ferenc: Amerika felfedezése és meghódítása. Kolombus Kristóf, Cortez Ferdinánd, Pizarro Ferenc. Az ifjúság számára; Ifj. Nagel, Budapest, 1890
- Gaal Mózes: Cortez Hernandó, Mexico meghódítója; Diaz Bernal után; Franklin, Budapest, 1899 (Történelmi könyvtár)
- Ivan Olbracht: A hódító; ford. Szekeres György; Európa, Budapest, 1964
- Passuth László: Esőisten siratja Mexikót

## Elsődleges források
- Cortés, Hernán. Letters Yale University Press, 1986. ISBN 0-300-09094-3. spanyolul
- Bernal Díaz del Castillo. The Conquest of New Spain ISBN 0-306-81319-X
- López de Gómara, Francisco. Hispania Victrix; First and Second Parts of the General History of the Indies, with the whole discovery and notable things that have happened since they were acquired until the year 1551, with the conquest of Mexico and New Spain University of California Press, 1966
- Prescott, William H. History of the Conquest of Mexico, with a Preliminary View of Ancient Mexican Civilization, and the Life of the Conqueror, Hernando Cortes
- Last Will and Testament of Hernán Cortés
- Letter From Hernan Cortes to Charles the V Archiválva 2012. január 27-i dátummal a Wayback Machine-ben
- Hernán Cortés Power of Attorney, 1526 From the Rare Book and Special Collections Division at the Library of Congress
- Praeclara Ferdinandi Cortesii de noua maris oceani Hyspania narratio sacratissimo... 1524

## Másodlagos források
- Conquistador: Hernan Cortes, King Montezuma, and the Last Stand of the Aztecs by Buddy Levy 2008 ISBN 978-0-553-80538-3
- Myth and Reality: The Legacy of Spain in America by Jesus J. Chao. Culture/Society Opinion. February 12, 1992. The Institute of Hispanic Culture of Houston
- Crow, John A. The Epic of Latin America. 4th ed. New York: University of California P, 1992.
- Hernando Cortés by Jacobs, W.J., New York, N.Y.:Franklin Watts, Inc. 1974.
- The World's Greatest Explorers: Hernando Cortés. Chicago, by Stein, R.C., Illinois: Chicago Press Inc. 1991.
- León-Portilla, Miguel (Ed.). The Broken Spears: The Aztec Account of the Conquest of Mexico, Ángel María Garibay K. (Nahuatl-Spanish trans.), Lysander Kemp (Spanish-English trans.), Alberto Beltran (illus.), Expanded and updated edition, Beacon Press [1959] (1992). ISBN 0-8070-5501-8
- Maura, Juan Francisco."Cobardía, falsedad y opportunismo español: algunas consideraciones sobre la "verdadera" historia de la conquista de la Nueva España" Lemir (Revista de literatura medieval y del Renacimiento) 7 (2003): 1–29.
- Passuth László. Esőisten siratja Mexikót
- Restall, Matthew. Seven Myths of the Spanish Conquest Oxford University Press (2003) ISBN 0-19-516077-0
- Hernando Cortés by Fisher, M. & Richardson K.
- Hernando Cortés Crossroads Resource Online.
- The Conquest of America by Tzvetan Todorov (1996) ISBN 0-06-132095-1
- Thomas, Hugh (1993). Conquest: Cortés, Montezuma, and the Fall of Old Mexico ISBN 0-671-51104-1
- Jon Manchip White (1971) Cortés and the Downfall of the Aztec Empire ISBN 0-7867-0271-0

## Fordítás
- Ez a szócikk részben vagy egészben  a   Hernán Cortés című angol Wikipédia-szócikk ezen változatának fordításán alapul.  Az eredeti cikk szerkesztőit annak laptörténete sorolja fel. Ez a jelzés csupán a megfogalmazás eredetét és a szerzői jogokat jelzi, nem szolgál a cikkben szereplő információk forrásmegjelöléseként.

## Külső hivatkozások
- Hernán Cortés családfája
- Hernán Cortés Notable Names Database
- Hernando Cortes on the Web – web directory with thumbnail galleries
- Conquistadors
- Hernan Cortes – The Conquistador of the Aztecs
- Latin American studies center
- „Cortes, Hernando” Archiválva 2008. december 10-i dátummal a Wayback Machine-ben Belinda H. Nanney
- "Hernan Cortes, marques del Valle de Oaxaca", Encyclopædia Britannica